# Кравчик, Кшиштоф
Кши́штоф Януарий Кра́вчик (пол. Krzysztof January Krawczyk; 8 сентября 1946, Катовице, Польша — 5 апреля 2021, Лодзь, Польша) — польский композитор, поп-музыкант, гитарист, певец (баритон), лидер бит-группы «Trubadurzy». Заслуженный деятель культуры Польши (1979). Годы деятельности с 1963 по октябрь 2020 года.

## Биография
В 1953 году поступил в музыкальную школу в Познани, в 1956 переехал с семьей в Лодзь, где продолжил учёбу. В связи со смертью отца полного музыкального образования не получил.
В 1963 году вместе с М. Лихтманом, С. Ковалевским, Е. Кжеминьским и Б. Борковским создал польскую бит-группу Trubadurzy («Трубадуры»), до 1973 — вокалист группы. С группой «Трубадуры» выступал на международных фестивалях в Ополе, Сопоте, Зелёна-Гура и Колобжеге (Польша), гастролировал за рубежом, в ГДР, СССР, Швеции, Греции, Бельгии, Нидерландах, Ирландии, Югославии, Болгарии, Монголии и др.
Отмечен многими наградами и премиями, в том числе, наградой на фестивале в Ополе за удачный дебют и песню «Przyjedź mamo na przysięgę». Обладатель 5 Золотых и 9 платиновых дисков.
После продолжил сольную карьеру. В 1981 году переехал в США. Там лечился от наркотической и алкогольной зависимости. После возвращения в Польшу в середине 1980-х годов, перенëс хирургическую операцию на горле и год жил в Колобжеге, где восстанавливал голос.
В 1988 году во время автомобильной поездки с семьëй, заснул за рулëм. В результате попал в больницу с многочисленными травмами, требующими многомесячной терапии.
В 1990-х годах снова уехал в США. В 1994 году окончательно вернулся на родину.
В 2000 году Кшиштоф Кравчик пел для Папы Римского Иоанна Павла II на площади Святого Петра в Ватикане.
В октябре 2020 года из-за проблем со здоровьем и длительной пандемией COVID-19 прекратил публичную деятельность, а группа Кшиштоф Кравчик Фемили была распущенна.
Умер 5 апреля 2021 года, через несколько дней после выхода из больницы, в которой пребывал из-за COVID-19.

## Творчество
За свою творческую карьеру пел и записывал музыкальные произведения самых разнообразных жанров: ритм-н-блюз, рок-н-ролл, поп, кантри, итало-диско, танго, шансон и религиозные гимны, народные колядки, цыганскую музыку и др.
В 1977 году записал пластинку с песнями на стихи Есенина в переводе Владислава Броневского.

## Дискография

### В составе «Трубадуров»
- Krajobrazy (1968, Gold album)
- Ej Sobótka, Sobótka (1969, Gold album)
- Kochana (1970, Gold album)
- Zaufaj sercu (1971, Gold album)
- Będziesz Ty (1973, Gold album)
- Znowu razem (1973, Gold album)

### Соло
| - Byłaś mi nadzieją (1974) - Rysunek na szkle (1976, Gold album — 1978) - Pieśni S. Jesienina (1977) - Jak minął dzień (1977, Gold album — 1980) - Dla mojej dziewczyny (1979) - Don’t leave me (1979) - Good Rock & Roll (1980, Gold album — 1986) - Niki w krainie techniki (1980) - From a Different Place (As «Krystof», 1982) - Kolędy Polskie (1986) - Wstaje nowy dzień (1987) - Country album (1987) - My road (1989) - Koncert jubileuszowy (1990) - Co za cyrk (1990) - The singles album (1991) - Country na drogę (1991) - Wszystko za disco (1991) - Kolędy i pastorałki (1991) - A kiedy będziesz moją żoną (1992) - Collection (1992) - Live koncert (1992) - Gdy nam śpiewał Elvis Presley (1994, Gold album — 1996, Platinum album — 1997) - Kolędy i piosenki świąteczne (1994) - Gdy nam śpiewał Elvis Presley 2 (1995, Gold album — 1996) - Świąteczne piosenki (1995) - Ballady (1995) - Canzone d’Amore (1995, Gold album) - Krzysztof Krawczyk & weselni goście (1995) - No Boundaries (1995) - Złote przeboje (1996) - Świąteczne piosenki (1996) - Ave Maria (1997) - Arrivederci moja dziewczyno (1997, Gold album) - The Single Album (1998) - Złote przeboje (1998) | - Jak przeżyć wszystko jeszcze raz (1998) - Polskie Tango (1998) - Album Jubileuszowy/Zawsze w drodze (1999) - Gold (1999) - Złota kolekcja — Pamiętam Ciebie z tamtych lat (1999, Gold album) - Ojcu Świętemu śpiewajmy (1999, Gold album) - Kolędy Polskie (1999) - Platynowa kolekcja — Złote przeboje (1999) - To, co dał nam los (2000) - Zawsze w drodze (2000) - Największe przeboje cz. 1 and Największe przeboje cz. 2 (2000) - 2000 takich świąt (2000) - Polskie kolędy (2000) - Daj mi drugie życie feat. Горан Брегович (2001, Gold and then Platinum album) - Byłaś mi nadzieją (2001, reedition of the 1974 album) - Najpiękniejsze polskie kolędy — Polskie perły (2001) - … Bo marzę i śnię (2002, Platinum album) - Cygańskie rytmy (Gwiazdy biesiadują) (2003) - Live (2003, Gold album) - Piosenki o miłości (2003) - Złote przeboje (2003) - Piosenki na Święta (2003) - To co w życiu ważne (2004, Platinum album) - The Best — Rysunek na szkle (2004) - To, co w życiu ważne — Edycja specjalna (2004) - Mona Lisa (2004) - Jestem sobą (2004, Platinum album, 5 CDs) - The Shadow Of Your Smile (2005) - Amerykańskie piosenki (Edycja specjalna) (2005) - Złota Kolekcja — Pamiętam Ciebie z tamtych lat (2005) - Krzysztof Krawczyk — Special Edition — 3CD Box (2006) - Tacy samotni (2006, Platinum album) - Tacy samotni (Edycja Specjalna) (2007, Gold album) - Gwiazdy XX Wieku — Krzysztof Krawczyk (2007) - Leksykon Krzysztofa Krawczyka (7 CDs in 2007 plus 13 CDs in 2008) |

## Награды
- 1979 — Заслуженный деятель культуры Польши[2].
- 2004 — Золотой Крест Заслуги (Польша)
- 2004 — Кавалер ордена Возрождения Польши[3].
- 2011 — Серебряная Медаль «За заслуги в культуре Gloria Artis»[4].
- 2015 — Знак «За заслуги перед городом Лодзь»[5].
- 2017 — Золотая Медаль «За заслуги в культуре Gloria Artis»[6].